# Draconic
Draconic је српски прогресивни метал бенд из Београда. Формиран је 2003. године, у почетку био је симфонијски блек метал бенд, а издавањем другог студијског албума окренуо се прогресивнијем звуку.

## Историјат
Бенд је основан 2003. године као соло пројекат клавијатуристе Бранислава Станковића, који је уз помоћ чланова прогресивног/пауер метал бенда Alogia снимио албум под називом Conflux. Албум је снимљен у новембру 2002. године, а објављен 2004. године од стране издавачке куће Rock Express records.
У намери да пројекат Draconic претвори у бенд, Станковић је успоставио сарадњу са неколико београдских музичара, међу којима су били Вања Душан Андријашевић (гитара) и Давид Лазар Галић (бас гитара). Када је завршена промоција албума Conflux, бенд је почео да ради на новом материјалу. Наредних година бенд је снимао демо снимке, који су обележили њихов прелаз са симфонијског блек метал звука ка прогресивијем звуку и тражили су нове чланове који би употпунили састав. Након успостављања поставе, кулминација писања новог материјала уследила је у 2009. године, објављивањем албума под називом From the Wrong Side of the Aperture, који је добио углавном позитивне критике. Албум је имао другачији звук од првог, више је био прогресивно оријентисан. Убрзо након објављивања, бенд је наступио на Егзит фестивалу 2009. године. У међувремену Марјан Мијић је напустио састав, а бенд је нашао новог главног вокалисту, Јелену Станићевић, која је са бендом имала неколико наступа уживо и након тога напустила састав.
На музички стил бенда утичу метал бендови, које су чланови бенда слушали одрастајући, током деведесетих година. Бендови који имају утицај на стварање њихове музике су Strapping Young Lad, Soilwork, Meshuggah , Пантера, In Flames, Megadeth, Dream Theater као и многи други бендови који су деловали осамдесетих и деведесетих година.

## Дискографија

### Студијски албуми
- (2004)
- (2009)

### Синглови
- (2011)